# Catada odontosema
Catada odontosema är en fjärilsart som beskrevs av George Francis Hampson. Catada odontosema ingår i släktet Catada och familjen nattflyn. Inga underarter finns listade i Catalogue of Life.